# Inquisivi
Inquisivi ist eine Ortschaft im Departamento La Paz im südamerikanischen Anden-Staat Bolivien. Sie wurde am 2. November 1884 von General Narciso Campero zur Hauptstadt der neu gegründeten Provinz Inquisivi ernannt.

## Lage im Nahraum
Inquisivi ist auch heute noch Sitz der Verwaltung der Provinz Inquisivi und zentraler Ort des Municipio Inquisivi. Die Ortschaft liegt auf einer Höhe von 2763 m auf einem Bergrücken am Rio Khalu nahe der Ortschaft Quime.

## Geographie
Inquisivi liegt an den östlichen Hängen der Kordillere Quimsa Cruz, zwischen dem bolivianischen Altiplano im Westen und dem Amazonas-Tiefland im Osten. Die Region weist ein ausgeprägtes Tageszeitenklima auf, bei dem die täglichen Temperaturschwankungen stärker ausfallen als die jahreszeitlichen Schwankungen.
Die mittlere Durchschnittstemperatur der Region liegt bei 10,5 °C (siehe Klimadiagramm Quime), die Monatsdurchschnittstemperaturen schwanken zwischen 7 °C im Juni/Juli und knapp 13 °C im November/Dezember. Der Jahresniederschlag beträgt knapp 600 mm, von Mai bis August herrscht eine Trockenzeit mit Monatsniederschlägen unter 15 mm, in den Monaten Januar und Februar fallen im langjährigen Mittel zwischen 120 und 130 mm Regen.

## Verkehrsnetz
Inqusivi liegt in einer Entfernung von 270 Straßenkilometern südöstlich von La Paz, der Hauptstadt des gleichnamigen Departamentos.
Von La Paz führt die asphaltierte Nationalstraße Ruta 3 in östlicher Richtung bis Unduavi, und von dort die Ruta 25 in südöstlicher Richtung 210 Kilometer bis Inquisivi und weiter Richtung Cochabamba. In Inquisivi zweigt in südwestlicher Richtung die Ruta 109 ab, kreuzt den Höhenzug der Serranía de Sicasica und endet in Konani an der Ruta 1, welche die Großstädte La Paz und Oruro verbindet.

## Bevölkerung
Die Einwohnerzahl der Ortschaft hat sich in den vergangenen beiden Jahrzehnten nur unwesentlich verändert:
| Jahr | Einwohner | Quelle       |
| ---- | --------- | ------------ |
| 1992 | 536       | Volkszählung |
| 2001 | 581       | Volkszählung |
| 2012 | 555       | Volkszählung |
| 2024 |           | Volkszählung |

Die Region weist einen hohen Anteil von indigener Aymara-Bevölkerung auf, im Municipio Inquisivi sprechen 86,9 Prozent der Bevölkerung Aymara.